# Swift Hesperange
Football Club Swift Hesper – luksemburski klub piłkarski, pochodzący z miasta Hesperange, w południowym Luksemburgu.
W sezonie 2005/06 Hesperange zajęło dziewiąte miejsce w lidze luksemburskiej. Największym sukcesem klubu jest zdobycie mistrzostwa kraju w sezonie 2022/2023 oraz wywalczenie Pucharu Luksemburga w 1990.

## Historia
- 1916 - klub założono jako FC Swift Hesperange
- 1940 - podczas niemieckiej okupacji zmieniono nazwę klubu na FV Rot-Weiß Hesperingen
- 1944 - powrót do przedwojennej nazwy
- 1985 - pierwszy sezon w luksemburskiej ekstraklasie
- 1990 - zdobycie Pucharu Luksemburga
- 1990 - debiut w europejskich pucharach (sezon 1990/91)
- 2023-pierwszy tytuł mistrza Luksemburga

## Sukcesy
- Mistrzostwa Luksemburga
  - Zwycięstwo (1x): 2022/2023
- Puchar Luksemburga
  - Zwycięstwo (1x): 1989/1990

## Europejskie puchary
Legenda do wszystkich tabel:
- Q – runda eliminacyjna, 1/16, 1/8, 1/4, 1/2 – odpowiednia faza rozgrywek, Grupa – runda grupowa, 1r gr – pierwsza runda grupowa, 2r gr – druga runda grupowa, F – finał, R – runda, PO – play-off
- k. – rzuty karne, los. – losowanie, Dogr. – dogrywka, w. – zasada bramek strzelonych na wyjeździe

| Sezon   | Rozgrywki                 | Runda | Klub              | Dom | Wyjazd | Ogólnie |
| ------- | ------------------------- | ----- | ----------------- | --- | ------ | ------- |
| 1990/91 | Puchar Zdobywców Pucharów | 1R    | Legia Warszawa    | 0–3 | 0–3    | 0–6     |
| 2021/22 | Liga Konferencji Europy   | 1Q    | Domžale           | 1–1 | 0–1    | 1–2     |
| 2023/24 | Liga Mistrzów             | 1Q    | Slovan Bratysława | 0–2 | 1–1    | 1–3     |
| 2023/24 | Liga Konferencji Europy   | 2Q    | The New Saints    | 3–2 | 1–1    | 4–3     |
| 2023/24 | Liga Konferencji Europy   | 3Q    | FK Struga         | 2–1 | 1–3    | 3–4     |